# International Hockey League (2007–2010)
International Hockey League, IHL, var en professionell ishockeyliga på mellannivå i Nordamerika. Ligan bildades säsongen, 1991–1992, under namnet Colonial Hockey League. Till säsongen 1997–1998 ändrades namnet till United Hockey League, men inför säsongen 2007–2008 bytte åter ligan namn, nu till "International Hockey League". Ligan innehöll säsongen 2007–2008 6 lag, som kommer från staterna runt Stora sjöarna i USA, främst Michigan. Några av lagen i IHL hade samarbetsavtal med lag i NHL, och även lag i AHL, men de flesta lag var oberoende.
Mästarna i "IHL" vann Colonial Cup, Muskegon Fury nådde störst framgångar med fyra segrar.
2010 försattes ligan i konkurs. och flera lag uppgick i CHL.

## Lagen 2007–2008
- Bloomington Prairie Thunder
- Flint Generals
- Fort Wayne Komets
- Kalamazoo Wings
- Muskegon Fury
- Port Huron IceHawks